# Janów (Parzęczew)
Pour les articles homonymes, voir Janów.
Janów est une localité polonaise de la gmina de Parzęczew, située dans le powiat de Zgierz en voïvodie de Łódź.